# Ан Тон Ґу
У цьому корейському імені прізвище (Ан) стоїть перед особовим ім'ям.
Ан Тон Ґу (кор. 안동구; нар. 2 листопада 1993) — південнокорейський актор і модель. Відомий за ролями в драмах «Наше улюблене літо», «Підсніжник», «Кав'ярня права» та «Побачимось у моєму 19-му житті».

## Біографія
Він народився 2 листопада 1993 року в Південній Кореї. Тон Ґу навчався в Університет Ханян на спеціальності «Театр і кіно».

## Кар'єра
Він приєднався до Ace Factory.
У 2019 році відбувся його акторський дебют у драмі «Вітер дме».
У 2020 році він знявся в драмах «Я прийду до тебе за гарної погоди» і «Цілитель душ». Того ж року він з'явився в драмі «Милий дім» в ролі Лі Су Уна. Він знявся у фільмі «Предмет» в ролі Хьона Сона та справив сильне враження на глядачів на 19-му «Фестивалі короткометражних фільмів у мізансценах», також фільм показали на 24-му Міжнародномук фестивалі фантастичних фільмів у Пучхоні.

## Фільмографія

### Фільми
| Рік          | Назва                               | Роль                                   | Прим.  |
| ------------ | ----------------------------------- | -------------------------------------- | ------ |
| 2017         | «Чорне літо»                        | Однокурсник Чі Хьона з молодших курсів | [ 18 ] |
| 2020         | «Предмет»                           | Хьон Сон                               | [ 19 ] |
| В очікуванні | «Це нормально дихати поруч з тобою» | Лі Ван                                 | [ 20 ] |

### Телесеріали
| Рік       | Назва                               | Роль          | Замітки        | Прим.  |
| --------- | ----------------------------------- | ------------- | -------------- | ------ |
| 2019      | «Вітер дме»                         | Квон То Хун   |                | [ 21 ] |
| 2020      | «Я прийду до тебе за гарної погоди» | Чха Юн Тхек   |                | [ 22 ] |
| 2020      | «Цілитель душ»                      | Но У Джон     |                | [ 23 ] |
| 2021–2022 | «Наше улюблене літо»                | Ку Ин Хо      |                | [ 24 ] |
| 2021–2022 | «Підсніжник»                        | Чхве Пьон Тхе |                | [ 25 ] |
| 2022      | «Кав'ярня права»                    | Со Ин Ґан     |                | [ 26 ] |
| 2023      | «Сін, адвокат із розлучень»         | Чон Чі Хун    | Особлива поява |        |
| 2023      | «Побачимось у моєму 19-му житті»    | Ха То Юн      |                | [ 27 ] |

### Вебсеріали
| Рік  | Назва         | Роль         | Замітки | Прим.  |
| ---- | ------------- | ------------ | ------- | ------ |
| 2020 | «Милий дім»   | Лі Су Ун     | 1 сезон | [ 28 ] |
| 2021 | «Море спокою» | Співробітник |         | [ 29 ] |

## Нагороди та номінації
| Церемонія нагородження  | Рік  | Категорія        | Номінант / Робота | Результат | Прим.         |
| ----------------------- | ---- | ---------------- | ----------------- | --------- | ------------- |
| Премія азійський артист | 2023 | Нагорода «Фокус» | Н/Д               | Перемога  | [ 30 ] [ 31 ] |